# Istituto papirologico Girolamo Vitelli
L'Istituto Papirologico Girolamo Vitelli è un centro studi dell'Università di Firenze; possiede una collezione di diverse migliaia di papiri, scritti soprattutto in greco antico.

## Storia
Nel 1908 si costituisce a Firenze la Società italiana per la ricerca dei papiri greci e latini in Egitto, di cui è promotore Girolamo Vitelli, professore di Letteratura greca nell’Istituto di studi superiori di Firenze e fondatore della papirologia in Italia; dopo venti anni la Società Italiana decide di sciogliersi e nel 1928, presso l’Università degli studi di Firenze, viene costituito l’Istituto Papirologico. L’Istituto eredita i compiti e i materiali di studio della Società Italiana e prosegue le attività di scavo e di acquisto di papiri in Egitto, divenendo uno dei centri più importanti per la papirologia a livello internazionale. Dopo la morte di Girolamo Vitelli, il 2 settembre 1935, l’Istituto assume la denominazione in suo onore che ancora oggi mantiene.
Dopo Girolamo Vitelli, l’Istituto è diretto da Medea Norsa (1935-1949), Nicola Terzaghi (1949-1963), Vittorio Bartoletti (1963-1967), e Manfredo Manfredi (1968-1991). Dal 1991 al 2004 l’Istituto si stacca dall'Università di Firenze e diviene un Ente nazionale di ricerca non strumentale, presieduto prima da Manfredo Manfredi (1991-1998), e poi da Guido Bastianini (1998-2004). Dal 2004 fa di nuovo parte dell’Università degli Studi di Firenze, e afferisce oggi al Dipartimento di Lettere e Filosofia come centro studi. Il primo direttore dell'Istituto in questa sua nuova forma giuridica è stato Guido Bastianini (2006-2015), a cui è seguita Daniela Manetti (2015-2019); dal 2019 è direttrice Francesca Maltomini.

## Collezioni

### La collezione di papiri
La collezione di manoscritti, che comprende papiri e pergamene, ostraka e tavolette di legno, proviene da scavi archeologici e da acquisti, effettuati in Egitto per conto della Società Italiana per la ricerca dei papiri greci e latini in Egitto e successivamente direttamente dall'Istituto stesso. I testi conservati mantengono tuttora la sigla PSI (cioè Papiri della Società italiana) e sono pubblicati in una serie di 17 volumi, per un totale di 1715 testi. Un gran numero di papiri sono stati pubblicati su riviste papirologiche o hanno avuto edizioni in sillogi o in monografie. La parte numericamente più rilevante della collezione, tuttavia, è costituita dai PSI ancora inediti, che solo per la parte già inventariata supera i 4400 numeri. Fra i papiri conservati alcuni sono frammenti molto antichi dei vangeli e degli altri scritti neotestamentari, inclusi nel catalogo dei papiri del Nuovo Testamento.
Oltre ai papiri in greco, sono conservati testi nelle altre lingue utilizzate in Egitto fra il 300 a.C. e il 900 d.C.: latino, egiziano (in scrittura geroglifica, ieratica, demotica e copta) e arabo.

### La collezione archeologica
Presso i locali dell'Istituto sono conservati anche oggetti provenienti da scavi archeologici condotti in Egitto nel corso degli anni Sessanta del ventesimo secolo. Un primo lotto è parte del materiale ritrovato durante la campagna di scavo del 1964/1965 diretta da Sergio Bosticco ad Arsinoe, capoluogo dell'antica regione Arsinoites, l’attuale Faiyûm. Si tratta in particolare di vasellame, unguentari, lucerne, statuine; un numero cospicuo di manici d’anfora con timbri e qualche anfora intera, realizzata per la conservazione di vino e cereali. Un secondo gruppo di reperti, più numeroso, proviene da Antinopoli, città del Medio Egitto fondata dall'imperatore Adriano nel 130 d.C. in onore e memoria del suo favorito Antinoo, morto annegato nel Nilo. Gli scavi del 1965, 1966 e 1968, condotti da Sergio Bosticco e Manfredo Manfredi, hanno restituito un'ampia varietà di oggetti: ciotole, piatti e vassoi in terracotta sigillata, ceramica da cucina e da mensa (acroma e dipinta), anfore vinarie e tappi d’anfora, lucerne, reperti in legno, metallo e vetro, nonché oggetti di vario genere che riportano iscrizioni. In entrambi i casi il materiale archeologico fu trasferito a Firenze dopo il ritrovamento grazie a un accordo fra le autorità egiziane e l'Istituto Papirologico.
Per valorizzare alcuni reperti e per sottolineare il loro legame con i testi conservati nei papiri sono state organizzate tre mostre. Nel 1998, presso il Palazzo Medici Riccardi, la mostra Antinoe cent'anni dopo in occasione del XXII Congresso Internazionale di Papirologia; nel 2017 Santa Caterina d'Egitto: l'Egitto di Santa Caterina presso l'Oratorio di Santa Caterina delle Ruote a Bagno a Ripoli. È stata inaugurata a dicembre 2023 Arsinoe3D. Riscoperta di una città perduta dell’Egitto greco-romano, che illustra al pubblico la missione archeologica delI'Istituto condotta nell’inverno 1964/65 nel sito dell’antica Arsinoe, capoluogo, ormai scomparso, di uno dei distretti più ricchi e popolosi dell’Egitto romano, e presenta la ricostruzione digitale del sito basata su documentazione fotografica, diario di scavo e rilievi.

## Pubblicazioni
I primi otto volumi dei Papiri della Società Italiana (PSI) furono pubblicati tra il 1912 e il 1927; fra il 1929 e il 1935 uscirono i volumi IX, X e XI dei PSI. L'attività editoriale riprese negli anni successivi alla Seconda Guerra mondiale con i volumi XII, XIII e XIV dei PSI (vol. XII fasc. 1, 1943; fasc. 2, 1951; vol. XIII, fasc. 1, 1949; fasc. 2, 1953; vol. XIV 1957). Alla travagliata realizzazione del volume XV (2008), incominciata già prima della morte di Vittorio Bartoletti nel 1967, sono seguiti i volumi XVI (2013) e XVII (2018).
Nel corso degli anni l'Istituto Papirologico ha curato la pubblicazioni di svariati volumi relativi a temi della papirologia. Alcuni sono raccolte di papiri editi al di fuori della serie ufficiale, raggruppati per argomento oppure come omaggio a Congressi Internazionali di Papirologia; altri sono dedicati a temi specifici oppure atti di convegni.
Dal 2013 la serie Edizioni dell’Istituto Papirologico «G. Vitelli» è edita dalla Firenze University Press (FUP).